# Trematocephalus obscurus
Trematocephalus obscurus là một loài nhện trong họ Linyphiidae.
Loài này thuộc chi Trematocephalus. Trematocephalus obscurus được J. Denis miêu tả năm 1950.